# Attonda aroana
Attonda aroana là một loài bướm đêm trong họ Noctuidae.